# Mario Mitaj
Mario Mitaj (griechisch Μάριο Μιτάι; * 6. August 2003 in Athen) ist ein albanisch-griechischer Fußballspieler.

## Karriere

### Verein
Mitaj begann seine Karriere bei AEK Athen. Zur Saison 2020/21 rückte er in den Profikader des Hauptstadtklubs. Sein Profidebüt gab er im Oktober 2020 in der Super League gegen PAOK Thessaloniki. In seiner ersten Profispielzeit kam er zu zehn Einsätzen im griechischen Oberhaus. In der Saison 2021/22 spielte der Außenverteidiger dann primär für die Reserve AEKs in der Super League 2, für die er 20 Einsätzen kam. Für die Profis kam er nur noch zu einem Ligaeinsatz.
Im August 2022 wechselte Mitaj nach Russland zu Lokomotive Moskau. In der Saison 2022/23 kam er zu 14 Einsätzen in der Premjer-Liga. In der Saison 2023/24 absolvierte er 21 Spiele für Lok. Nach einem weiteren Einsatz zu Beginn der Saison 2024/25 wurde er im September 2024 nach Saudi-Arabien an den Ittihad FC verliehen.

### Nationalmannschaft
Der gebürtige Grieche Mitaj machte zwar 2019 einen Lehrgang der griechischen U-16-Auswahl mit, ansonsten spielte er aber immer für albanische Auswahlen. Sein Vater war 1997 aus dem albanischen Vermosh nach Griechenland ausgewandert. Im März 2021 gab er in einem WM-Qualifikationsspiel gegen San Marino sein Debüt im A-Nationalteam.
Mitaj stand im albanischen Aufgebot für die Europameisterschaft 2024. Im Turnier absolvierte er alle drei Gruppenspiele und schied mit der Nationalmannschaft in der Gruppenphase aus.